# Ninon secrète
Ninon secrète est une série de bande dessinée française en six tomes scénarisée par Patrick Cothias et dessinée par David Prudhomme. Elle fait partie du cycle des Sept Vies de l'Épervier. 

## Synopsis
Anne de Lenclos, dite Ninon, côtoie les grands de ce monde.
Trahisons, séductions, complots et autres aventures la conduisent à rencontrer le cardinal Mazarin, le coadjuteur de Conti, mais aussi d'Artagnan, Cyrano de Bergerac, Molière…

## Personnages
- Anne de Lenclos, dite Ninon : fille d'Ariane de Troïl et de Germain Grandpin, elle est née et disparait dans le premier album de la série Plume aux vents, centrée sur les aventures de ses parents en Nouvelle-France. Dans cette nouvelle série qui lui est consacrée, elle est maintenant adulte.

### Le personnage historique de Ninon de Lenclos
Voir Ninon de Lenclos (1620 - 1705)

## Albums
Tous les albums ont été publiés par Glénat dans la collection "Vécu".
1. Duels (1992)  (ISBN 2-7234-1474-4) L'histoire se déroule à l'époque de la Fronde. Mazarin envoie D'Artagnan (petit lieutenant des mousquetaires au passé glorieux) pour séduire et espionner Ninon de Lenclos.
2. Mascarades (1994)  (ISBN 2-7234-1607-0)
3. Amourettes (1996)  (ISBN 2-7234-1917-7)
4. Escarmouches (1997)  (ISBN 2-7234-2189-9)
5. Carnages (2000)  (ISBN 2-7234-2477-4)
6. Décisions (2004)  (ISBN 2-7234-3439-7)